# Jean-François Champollion
Jean-François Champollion, francoski jezikoslovec in egiptolog, * 23. december 1790, Figeac, † 4. marec 1832, Pariz.
18. septembra 1822 je na podlagi kamna iz Rosette razvozlal hieroglife.

## Življenje in delo
Že kot otrok je bil nadarjen za učenje jezikov; zgodaj se je naučil grško in latinsko, nato pa se je lotil tudi orientalskih. Ko je bil star 20 let, je postal univerzitetni profesor v Grenoblu.
Pri 38-ih letih je odpotoval v Egipt. S pomočjo kamna iz Rosette, ki je bil odkrit leta 1799, je razvozlal hieroglife. Na kamnu je namreč vklesan večjezični napis v grščini in v hieroglifih. Skupaj s  šestimi slikarji je začel prerisovati hieroglife s sten in jih preučevati ter preverjati svoje teorije. Po njegovih izračunih se je egiptovska civilizacija začela pred vesoljnim potopom in se neovirano razvijala tudi po njem.